# Dictyacium
Dictyacium is een vliegengeslacht uit de familie van de slakkendoders (Sciomyzidae).

## Soorten
- D. ambigua (Loew, 1864)
- D. firmum Steyskal, 1956